# Grupa Laworty
Grupa Laworty – wspólna nazwa obejmująca trzy grzbiety górskie w Górach Sanocko-Turczańskich wyraźnie górujące nad Wyżyną Wańkowej, a od wyższej, południowej części Gór Sanocko-Turczańskich oddzielone doliną Strwiąża i Starego Potoku.
W skład Grupy Laworty wchodzą:
- Pasmo Laworty z kulminacją Kamienna Laworta 768 m n.p.m.
- Pasmo Ostrego Działu z kulminacją Dil 722 m n.p.m.
- Pasmo Małego i Wielkiego Króla z kulminacją Wielkiego Króla 732 m n.p.m.

Grupa Laworty góruje od północy nad Ustrzykami Dolnymi, w jej centrum, pod Wielkim Królem znajdują się źródła Strwiąża.